# Julia Kaufmann
Julia Kaufmann (* 15. Januar 1984 auf Rügen) ist eine deutsche Synchronsprecherin und Hörspielsprecherin.

## Leben
Durch verwandtschaftliche Beziehungen hatte Julia Kaufmann mit 9 Jahren ihren ersten Auftrag in einem Synchronstudio.
Anfang des Jahres 2007 wurde sie mit dem Synchronsprecher-Fanpreis „Die Silhouette“ als Neuentdeckung des Jahres ausgezeichnet.
Mittlerweile ist sie fest in der Branche etabliert.
Julia Kaufmann leiht regelmäßig bekannten Schauspielerinnen wie Léa Seydoux, Sonequa Martin-Green, Amber Tamblyn, Lena Dunham, Mackenzie Davis, Amber Heard, Marin Ireland, Kaley Cuoco, Kat Graham, Jaimie Alexander oder auch Grace Gummer ihre Stimme.

## Filmographie

### Synchronarbeiten (Auswahl)
Mary-Kate Olsen
- 1999: Ein unschlagbares Doppel … als Samantha ‘Sam’ Stanton
- 2000: Top Secret – Zwei Plappermäuler in Australien … als Maddie Parker / Maddy Turtleby
- 2001: It takes two – London, wir kommen! … als Chloe Lawrence
- 2002: Verliebt in Rom … als Charli
- 2003: The Challenge – Eine echte Herausforderung … als Shane Dalton
- 2004: Ein verrückter Tag in New York … als Roxy Ryan
- 2005: Sweet 16 – Willkommen im Leben … als Kylie Hunter
- 2006: Ferien unter Palmen … als Madison Stewart
- 2011: The Wackness – Verrückt sein ist relativ … als Union
- 2012: Samantha Who? … als Natalie (1 Episode)

Mackenzie Davis
- 2015: The F-Word – Von wegen nur gute Freunde! … als Nicole
- 2015: Freaks of Nature … als Petra
- 2015: Der Marsianer – Rettet Mark Watney … als Mindy Park
- 2016: Always Shine – Freunde für immer... … als Anna
- 2017: Blade Runner 2049 … als Mariette
- 2018: Tully … als Tully
- 2019: Terminator: Dark Fate … als Grace
- 2020: Die Besessenen … als Kate Mandell
- 2020: Irresistible – Unwiderstehlich … als Diana Hastings

Amber Heard
- 2009: Zombieland … als 406
- 2010: The Ward … als Kristen
- 2010: The River Why … als Eddy
- 2017: Ja, ich will... bis ich nein sage … als Fanny
- 2017: Justice League … als Mera
- 2018: London Fields … als Nicola Six
- 2021: Zack Snyder’s Justice League … als Mera

Debby Ryan
- 2010: Der 16. Wunsch (Disney Version) … als Abby Jensen
- 2010–2011: Zack & Cody an Bord (Fernsehserie) … als Bailey Pickett (ab Staffel 2)
- 2011: Zack & Cody – Der Film … als Bailey Pickett
- 2012–2015: Jessie (Fernsehserie) … als Jessie Prescott
- 2012: Jessie trifft Austin & Ally … als Jessie Prescott
- 2012: Radio Rebel – Unüberhörbar … als Tara
- 2012: Zeke und Luther … als Courtney Mills (2 Episoden)
- 2014: Meine Schwester Charlie … als Jessie Prescott (1 Episode)
- 2014: Mighty Med – Wir heilen Helden … als Jade (Episode „Die Rockstar-Heldin“ – Staffel 1)
- 2015: Das Leben und Riley … als Aubrey Macavoy (1 Episode)
- 2015: Der ultimative Spider-Man … als Jessie Prescott (1 Episode)
- 2018: How to Party with Mom … als Jennifer

Kat Graham
- 2009–2017: The Vampire Diaries (Fernsehserie) … als Bonnie Bennett
- 2011: Honey 2 – Lass keinen Move aus … als Maria Ramirez
- 2014: Stalker … als Christine Harpe (Episode 20)
- 2017: All Eyez on Me … als Jada Pinkett
- 2020: Nickelodeon’s Unfiltered … als Kat Graham (Episode 9)

Kaley Cuoco
- 2004: Fashion Girl – Der Pate trägt...PRADA … als Brooke
- 2006: Charmed – Zauberhafte Hexen … als Billie Jenkins (22 Episoden)
- 2011: Hop – Osterhase oder Superstar? … als Sam O’Hare
- 2013: Prison Break … als Sasha (2 Episoden)

Lena Dunham
- 2012–2017: Girls … als Hannah Horvath
- 2012: Immer Ärger mit 40 … als Cat
- 2014: Happy Christmas … als Carson

### Filme
- 1997: Wieder allein zu Haus – Scarlett Johansson … als Tess Molly Pruitt
- 2000: Mittendrin und voll dabei – Mischa Barton … als Maurey Pierce
- 2005: Sin City – Alexis Bledel … als Becky
- 2005: The Quiet – Kannst du ein Geheimnis für dich behalten? – Elisha Cuthbert … als Nina Deer
- 2005: Zathura – Ein Abenteuer im Weltraum – Kristen Stewart … als Lisa
- 2005: Fierce People – Jede Familie hat ihre Geheimnisse – Kristen Stewart … als Maya Osbourne
- 2006: Material Girls – Haylie Duff … als Ava Marchetta
- 2006: Marie Antoinette – Mary Nighy … als Prinzessin de Lamballe
- 2010: Percy Jackson – Diebe im Olymp – Alexandra Daddario … als Annabeth Chase
- 2010: Du schon wieder – Odette Annable … als Joanna
- 2011: Darkest Hour – Rachael Taylor … als Anne
- 2012: Rags – Keke Palmer … als Kadee Worth
- 2012: Renoir – Christa Théret … als Andrée Heuschling
- 2012: Pitch Perfect – Alexis Knapp … als Stacie
- 2012: Spring Breakers – Vanessa Hudgens … als Candy
- 2013: Blau ist eine warme Farbe – Léa Seydoux … als Emma
- 2013: Battle of the Year – Caity Lotz … als Stacy
- 2013: Jack und das Kuckucksuhrherz – Rossy de Palma … als Luna
- 2014: Die Schöne und das Biest – Léa Seydoux … als Belle
- 2015: Tim und Lee – Anna Kendrick … als Alicia
- 2016: Certain Women – Kristen Stewart … als Elisabeth
- 2016: Satanic – Sarah Hyland … als Chloe
- 2017: Girls’ Night Out – Ilana Glazer … als Frankie
- 2017: Alien: Covenant – Tess Haubrich … als Rosenthal
- 2019: Monsieur Claude 2 – Tatiana Rojo … als Viviane Koffi
- 2021: Evangelion: 3.0+1.01 – Thrice Upon a Time – Kotono Mitsuishi … als Misato Katsuragi
- 2022: Mord in Yellowstone City – Aimee Garcia … als Isabel Santos

### Serien
- 1995: Neon Genesis Evangelion – Kotono Mitsuishi in … als Misato Katsuragi
- 2001: Arjuna – Mami Higashiyama … Jūna Ariyoshi
- 2002: Azumanga Daioh – Akiko Hiramatsu … als Yukari Tanizaki
- 2002: Rebelde Way – Leb dein Leben – Victoria Maurette … als Victoria Paz
- 2002–2006: Raven blickt durch – Raven-Symoné Pearman … als Raven Baxter
- 2003–2005: Amber Tamblyn in Die himmlische Joan … als Joan Girardi
- 2004: Mamiko Noto in Elfen Lied … als Yuka
- 2004–2005: Shannon Lucio in O.C., California … als Lindsay Wheeler-Gardner
- 2004–2007: Tina Majorino in Veronica Mars … als Cindy MacKenzie
- 2005: Eureka Seven … als Gidget
- 2005–2006: Haylie Duff in Eine himmlische Familie … als Sandy Jameson
- 2006–2008: in Avatar – Der Herr der Elemente … als Katara (Staffel 1–2)
- 2007: Brenda Song in Hotel Zack & Cody … als London Tipton (nur für wenige Folgen als Vertretung für Magdalena Turba)
- 2007: April Pearson in Skins – Hautnah … als Michelle Richardson
- 2008–2010: Paula Brancati in Being Erica – Alles auf Anfang … als Jenny Zalen
- 2008–2011: Keke Palmer in True Jackson … als True Jackson
- 2009: Katie Cassidy in Harper’s Island … als Trish Wellington
- 2009: Jaime King in Star Wars: The Clone Wars … als Cassie Cryar
- 2009–2012: Shantel VanSanten in One Tree Hill … als Quinn James
- 2010: Miyuki Sawashiro in Canaan … als Canaan
- 2010–2011: Danielle Horvat in Sea Patrol … als Jessica Bird
- 2010–2013: Maggie Q in Nikita … als Nikita Meers
- 2010–2015: Sophie McShera in Downton Abbey … als Daisy Mason
- 2011: Miyuki Sawashiro in Angel Beats! … als Asami Iwasawa
- 2011: Emily Perkins in Supernatural … als Becky Rosen
- 2011: Sophie Wu in The Fades … als Jay
- 2011–2017: Grace Park in Hawaii Five-0 … als Kono Kalakaua
- 2011–2017: Louise Brealey in Sherlock … als Molly Hooper
- 2012–2015: Laura Bell Bundy in Hart of Dixie … als Shelby
- 2012–2015, 2017: Tammin Sursok in Pretty Little Liars … als Jenna Marshall
- 2013–2014: Gabriella Pession in Crossing Lines … als Sgt. Eva Vittoria
- 2013–2015: Amber Tamblyn in Two and a Half Men .. als Jenny Harper
- 2013–2016: Sanjay & Craig … als Belle Pepper
- 2013–2017: Jes Macallan in Mistresses … als Josslyn Carver
- 2014: Laura Bell Bundy in Anger Management … als Dr. Jordan Denby
- 2014–2015: Kelly Osbourne in Die 7Z … als Hildy Düsterlich
- 2014–2016: Abbie Mills in Sleepy Hollow
- 2014–2016: Roselyn Sánchez in Devious Maids – Schmutzige Geheimnisse … als Carmen Luna
- 2015–2019: Charlyne Yi in Steven Universe … als Ruby
- 2015: Yasmine Al Masri in Quantico … als Nimah Amin/Raina Amin
- 2015–2018, seit 2022: Heather Doerksen in Ninjago … als Skylor
- 2015–2017: The Frankenstein Chronicles … als Lady Jemima Hervey
- 2015–2017: Paula Echevarría in Galerías Velvet … als Ana
- 2015–2016: Grace Gummer in Good Girls Revolt … als Nora Ephron
- 2016: Amy Manson in Once Upon a Time – Es war einmal … … als Königin Merida
- 2016–2020: Jaimie Alexander in Blindspot … als Jane Doe
- 2016–2021: Aimee Garcia in Lucifer … als Ella Lopez
- 2017–2018: Sonequa Martin-Green in New Girl … als Rhonda
- 2017–2024: Sonequa Martin-Green in Star Trek: Discovery … als Michael Burnham
- 2017–2023: Catherine Reitman in Workin’ Moms … als Kate Foster
- 2017–2019: Marin Ireland in Sneaky Pete … als Julia Bowman
- 2018: Alexandra Park in The Royals … als Prinzessin Eleanor
- 2018–2021: MJ Rodriguez in Pose … als Blanca Rodriguez
- 2018–2019: Mekia Cox in Once Upon a Time – Es war einmal … … als Königin Tiana/Sabine
- 2018: Jeanine Mason in Grey’s Anatomy … als Dr. Sam Bello
- 2020: Tess Haubrich in Treadstone … als Samantha McKenna
- 2020–2023: Raven-Symoné Pearman in Zuhause bei Raven … als Raven Baxter
- 2022: Laura Bailey in The Legend of Vox Machina … als Vex’ahlia
- 2022: Love, Death & Robots … als Martha Kivelson
- 2022: Briana Marin in Navy CIS: L.A. … als Aliyah de Leon
- 2022: Adelaide Clemens in Mord im Auftrag Gottes … als Rebecca Pyre
- 2024: Avatar – Der Herr der Elemente … als Katara

### Videospiele
- 2018: Assassin’s Creed Odyssey als Kassandra
- 2021: Assassin’s Creed Valhalla als Kassandra
- 2023: Cyberpunk 2077: Phantom Liberty als Song "Songbird" So Mi
- 2025: Split Fiction als Zoe

### Hörspiele (Auswahl)
- Avatar – Der Herr der Elemente Folge 1: Das Original-Hörspiel zur TV-Serie, Edelkids Verlag
- 2017: Lady Bedfort: Lady Bedfort und die blutige Baustelle, Greenskull Entertainment
- 2019: Jan Tenner als Cryona